# Vanquish (videogioco)
Vanquish (ヴァンキッシュ?, Vankisshu) è un videogioco di genere ibrido, sparatutto/action, sviluppato dalla Platinum Games, disponibile per PlayStation 3, Xbox 360 e Microsoft Windows. In sviluppo dal 2007, nel gennaio 2010 viene pubblicato un teaser trailer che mostra i fondamentali della trama, ovvero un attacco da parte della Russia agli Stati Uniti d'America, dirottando un satellite artificiale ad energia solare.
Il 25 maggio 2017 viene pubblicata su Steam la versione per Microsoft Windows, contenente tutti i DLC rilasciati, il frame rate sbloccato e con il supporto al 4K, questa versione è stata distribuita per il 10° anniversario in un bundle con Bayonetta e cofanetto di metallo, più due temi su PS4 Pro e Xbox One X il 18 febbraio 2020.

## Trama
Dalla fine del XXI secolo, la popolazione umana raggiunge e supera i 10 miliardi di abitanti. La scarsità di cibo ed energia fu la causa di nuovi conflitti. Fu proprio in questo periodo di paura, incertezza e dubbio che l'America ripose tutte le sue speranze nell'esplorazione dello spazio, con la colonia spaziale, SC-01 Providence. La colonia non era, però, immune dai conflitti sociali, ormai divenuti prevalenti sulla Terra. L'ordine della Stella Russa, una fazione dell'esercito russo, al potere grazie ad un colpo di Stato, invade a sorpresa la colonia spaziale americana. I russi si impossessarono e trasformarono il condensatore di energia a microonde in una temibile arma e ne dispiegarono l'immenso potere d'impatto contro la popolazione di San Francisco. Dopo aver dichiarato guerra, la Russia, minacciando gli Stati Uniti pretese una resa incondizionata della nazione americana in appena 10 ore, pena la distruzione di New York City. Rifiutandosi decisamente di cooperare con gli aggressori, il presidente statunitense non ebbe altra scelta che ordinare un attacco militare allo scopo di annientare gli invasori e riconquistare la colonia spaziale. L'attacco sarebbe stato guidato dal Colonnello Robert Burns. Un agente della DARPA, Sam Gideon, venne assegnato a questa missione, dotato del prototipo di un'avanzatissima arma segreta.

## Doppiaggio
| Personaggio                  | Doppiatore originale | Doppiatore italiano  |
| ---------------------------- | -------------------- | -------------------- |
| Sam Gideon                   |                      | Alessandro Messina   |
| Elena Ivanova                |                      | Alessandra Felletti  |
| Colonnello Robert Burns      |                      | Mario Zucca          |
| Francois Candide             |                      | Marco Balzarotti     |
| Victor Zaitsev               |                      | Claudio Moneta       |
| Presidente Elizabeth Winters |                      | Patrizia Salmoiraghi |

L'edizione italiana è stata curata da Alessandro Ricci.

## Accoglienza
| Testata                        | Versione      | Giudizio |
| ------------------------------ | ------------- | -------- |
| Metacritic (media al 23/11/21) | Xbox 360      | 84/100   |
| Metacritic (media al 23/11/21) | Xbox One      | 83/100   |
| Metacritic (media al 23/11/21) | PlayStation 3 | 84/100   |
| Metacritic (media al 23/11/21) | PlayStation 4 | 77/100   |
| Metacritic (media al 23/11/21) | PC            | 78/100   |

La rivista Play Generation lo classificò come il quarto migliore titolo d'azione del 2010.